# Amêijoas na cataplana
O prato amêijoas na cataplana é típico da culinária de Portugal, de origem da região do Algarve.
O seu nome deriva do recipiente em que é preparado, a cataplana, uma panela metálica formada por duas partes côncavas que se encaixam com auxílio de uma dobradiça. Os alimentos são ali cozinhados com o recipiente fechado e em lume brando.
No caso das amêijoas, como na maior parte dos mariscos, a cozedura é rápida, evitando que eles percam o seu sabor. Os ingredientes ou temperos usados têm muitas variantes, mas geralmente incluem batatas e cebolas às rodelas, chouriço ou outro tipo de carne de porco, pimentão ou tomate (ou os dois condimentos) e ervas de cheiro, como o coentro e a salsa.